# Весселс, Шарлотта
Йоханна Шарлотта Весселс (нидерл. Johanna Charlotte Wessels, род. 13 мая 1987 в Зволле, Нидерланды) — бывшая вокалистка симфо-метал-группы Delain.

## Биография

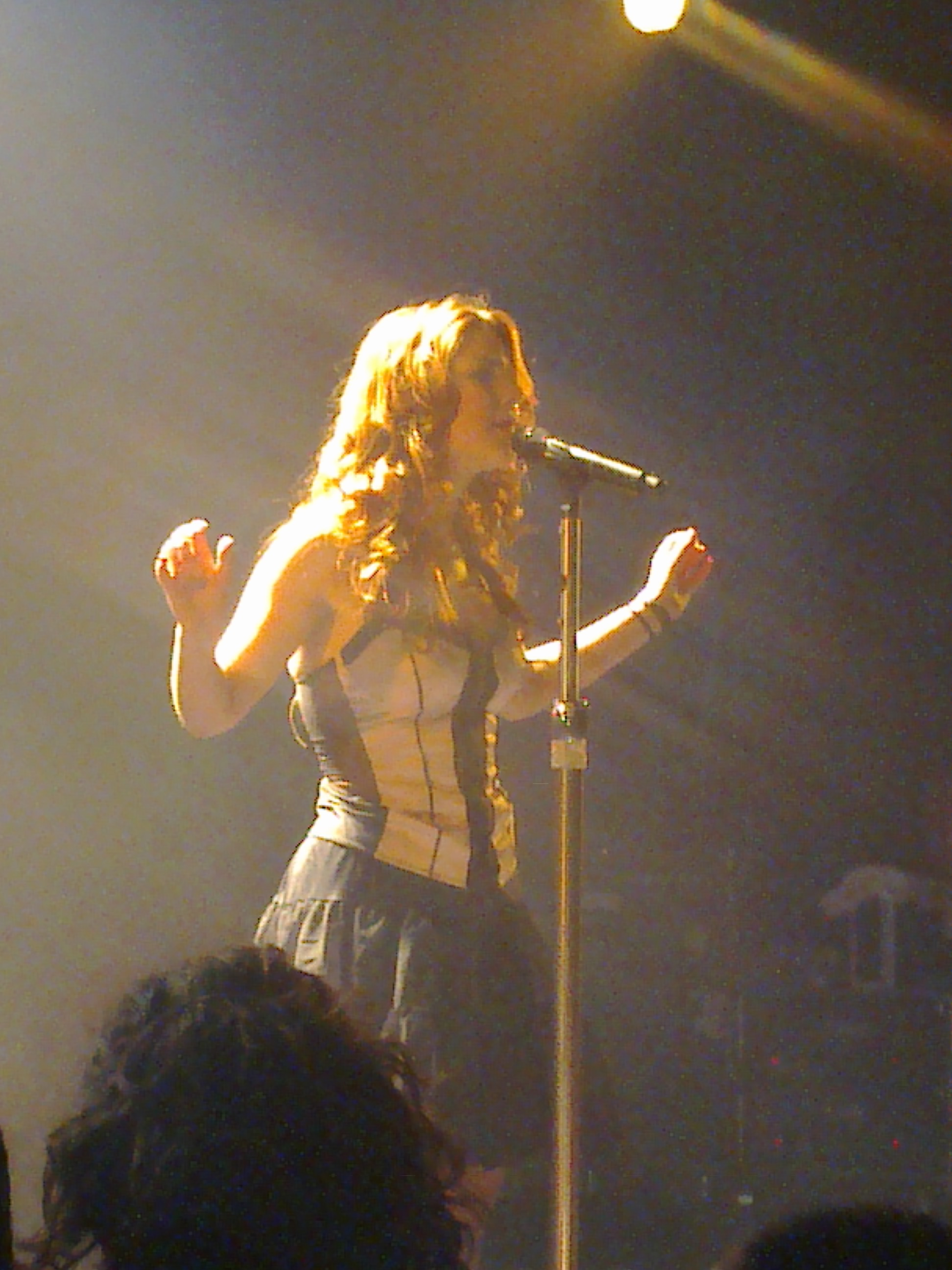
Шарлотта Весселс на концерте в Страсбурге, 2011

Шарлотта Весселс родилась в нидерландском городе Зволле. Она с детства увлекалась музыкой и пением и ещё в детстве научилась играть на кларнете, что позволило ей играть в ансамбле. Уже в 13 лет она писала и исполняла песни для школьной группы, которую они создали вместе с другом. Шарлотта обучалась джазовому пению, а затем и классическому, но решила совмещать оба стиля, что прослеживается в музыке Delain.
Вокалисткой Delain Шарлотта стала в 2005 году, до этого она участвовала в таких проектах как To Elysium и Infernorama. Она познакомилась с Мартейном Вестерхольтом, который в то время искал участников для своего нового проекта, Мартейн пригласил её на место вокалистки. Первый альбом группы, Lucidity (2006), не дал вокалистке реализоваться в полной мере, так как к записи альбома были привлечены и другие вокалисты, в числе которых были Марко Хиетала (Nightwish), Шарон ден Адель (Within Temptation) и Лив Кристин (Leaves' Eyes). На запись April Rain (2009), второго студийного альбома, было приглашено намного меньше музыкантов, что позволило Весселс полностью реализоваться как вокалистке, также она написала тексты для всех песен с альбома.

## Интересы
Шарлотта Весселс помимо музыки увлекается живописью и спортом.
Любимые музыкальные исполнители: Radiohead, Dresden Dolls, Foo Fighters, Jeff Buckley, Sia, Placebo, Depeche Mode, Pink Floyd, Eels, Kate Bush, Led Zeppelin, The Doors, Deep Purple, Mike Oldfield, Joni Mitchell, Massive Attack, Portishead, The Prodigy, Anathema, In Flames, Lunascape, Starsailor, The Smiths.

## Дискография
Сольные альбомы:
- Tales from Six Feet Under - 2021
- Tales from Six Feet Under, Vol. II - 2022
- The Obsession - 2024

### Delain

#### Альбомы
- Lucidity — 2006
- April Rain — 2009
- We Are The Others — 2012
- Interlude — 2013
- The Human Contradiction — 2014
- Lunar Prelude (EP) — 2016
- Moonbathers — 2016
- Hunter’s Moon (EP) — 2019
- Apocalypse & Chill — 2020

#### Синглы
- «Frozen» — 2007
- «See Me In Shadow» — 2007
- «The Gathering» — 2008[3]
- «April Rain» — 2009
- «Stay Forever» — 2009
- «Nothing Left» — 2010
- «Get The Devil Out Of Me» — 2012
- «We Are The Others» — 2012

### Phantasma
- The Deviant Hearts — 2015

### Участвовала в записи
- «A Symphony For The Heartless» — Manny van Osten’s Infernorama — 2006
- «Serenade of Flames» — Serenity — 2010
- «Please Come Home» — Knight Area — 2011
- «High Enough» — Nemesea — 2011
- «Haven» — Kamelot — 2015
- «Mary on a Cross» (feat. Зора Кок) — 2023[4]